# Пустинь (Арзамаський район)
Пустинь (рос. Пустынь) — село в Арзамаському районі Нижньогородської області Російської Федерації.
Населення становить 569 осіб. Входить до складу муніципального утворення Чернухинська сільрада.

## Історія
Від 2009 року входить до складу муніципального утворення Чернухинська сільрада.

## Населення
| 1999 | 2002 | 2010 |
| ---- | ---- | ---- |
| 752  | ↘620 | ↘569 |